# Томашпільські дубчаки
Томашпільські дубчаки — ботанічна пам'ятка природи місцевого значення. Розташована на території Вапнярської селищної ради Томашпільського району Вінницької області (Томашпільське лісництво, кв.23 діл.8.) поблизу с. Високе. Оголошена відповідно до рішення Вінницького облвиконкому від 29.08.1984 р. № 371. Охороняється група з 3 вікових дубів віком 270 років, діаметром стовбурів 119-150 см та висотою 30-35м.